# Norddeutsche Mission
Die Norddeutsche Mission (NM) ist ein gemeinsames evangelisches Missionswerk von sechs Kirchen in Deutschland und Westafrika.

## Geschichte

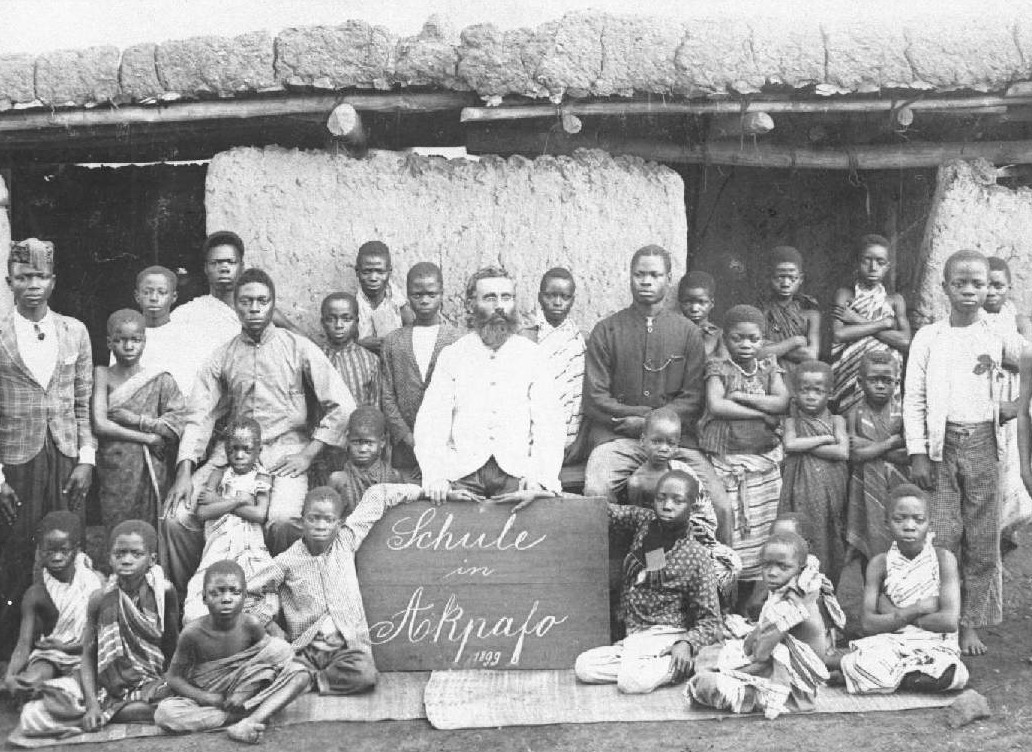
Schule in Akpafu, Volta-Region von Ghana

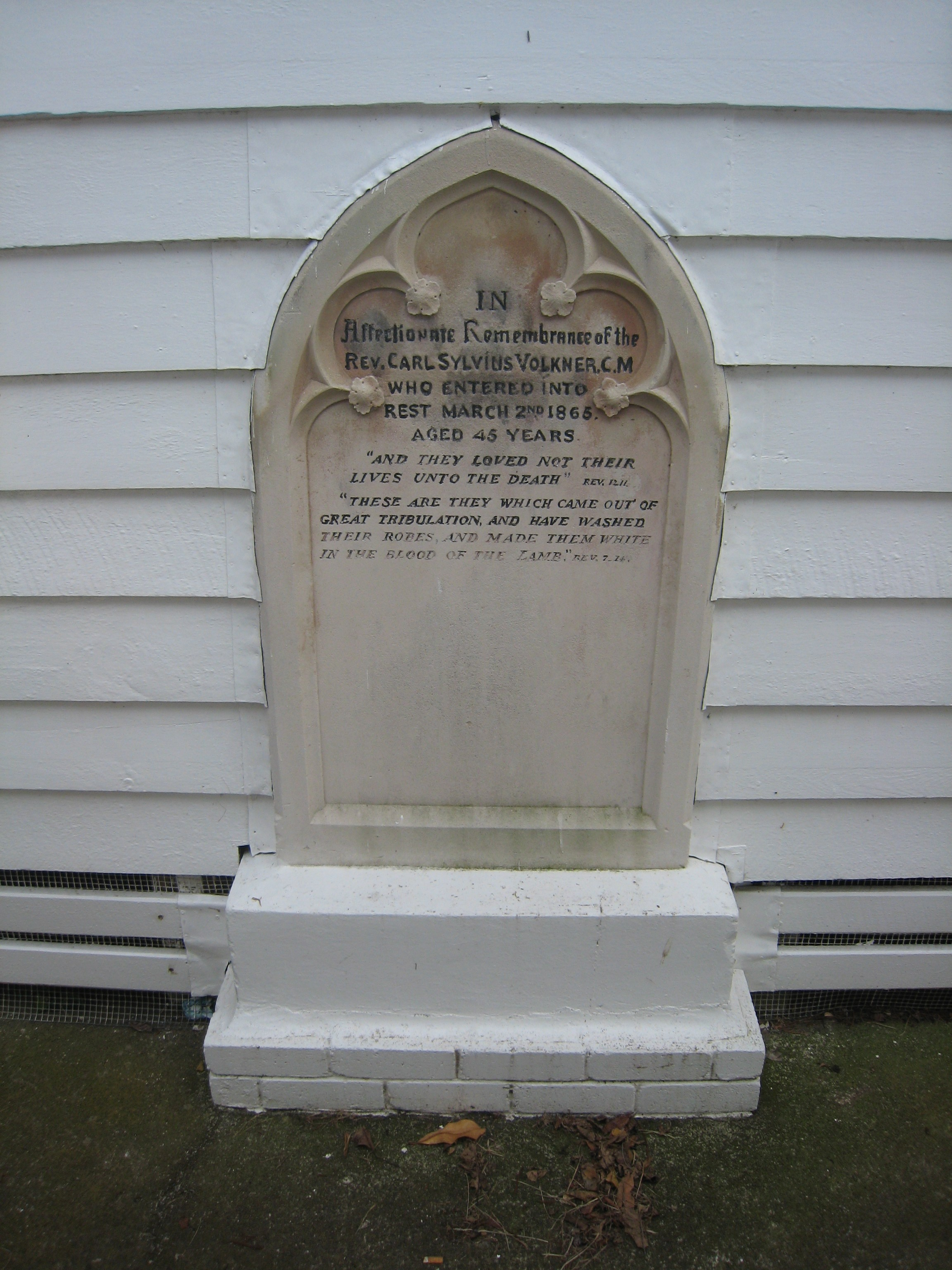
Völkners Grabstein an der Kirchenwand in Opotiki

Die spätere Norddeutsche Mission wurde 1836 in Hamburg zunächst als Norddeutsche Missionsgesellschaft (NMG) von lutherischen und reformierten Missionsvereinen  gegründet.
Missionar Carl Sylvius Völkner traf 1849 im Auftrag der Gesellschaft in Neuseeland ein und wurde dort als Missionar der Church Missionary Society (CMS) im Jahre 1865 von Māori ermordet, was eine militärische Gegenreaktion provozierte. Die Angelegenheit ist in Neuseeland als Völkner Incident bekannt. Die Kirche in Opotiki ist nach ihm „St Stephen the Martyr“ benannt.
Nach den ersten Aktivitäten in Neuseeland und Indien konzentrierte sie ihre Arbeit ab 1847 auf den Bereich des Siedlungsgebietes der Ewe in der damaligen Sklavenküste. Seit 1851 hat sie ihren Sitz in Bremen und ist in Westafrika unter dem Namen „Bremen Mission“ bzw. „Mission de Brême“ bekannt. Pastor Cornelius Rudolf Vietor war 1851 Gründungsmitglied, 1868–1888 Vorstandsvorsitzender und Präses. Johann Carl Vietor, Kaufmann in Westafrika, gehörte zum Leitungsgremium der Gesellschaft.
Das Missionsgebiet wurde 1890 unter zwei Kolonialmächten aufgeteilt: An der britischen Goldküste war sie Fremd-, im deutschen Togo Nationalmission. Eingebunden in dieses koloniale Spannungsfeld, versuchte die Norddeutsche Mission ihren Weg zwischen den Fronten zu gehen. In Togo wahrte sie im Schulwesen die Unabhängigkeit gegenüber der Regierung, indem sie die einheimische Sprache Ewe der Kolonialsprache Deutsch vorzog. Sie strebte die Erhaltung der traditionellen einheimischen Strukturen an. Während die Mission unter ihrem Leiter Missionsinspektor Franz Michael Zahn (von 1862 bis 1900) durch eine kolonialkritische Haltung auffiel, von der engagierte Eingaben im deutschen Parlament zeugen, vollzog sich unter dessen Nachfolger Schreiber (von 1900 bis 1924) ein Kurswechsel hin zu einer unkritischen Haltung gegenüber der Kolonialmacht.
Im Ersten Weltkrieg wurde die Kolonie Deutsch-Togoland von Franzosen und Briten erobert. 52 Mitarbeiter der Mission wurden inhaftiert. Nach der Aufteilung in britisches und französisches Mandatsgebiet wurde die Unterstützung der Gemeinden durch die Mission verboten. Ein enger Kontakt nach Bremen blieb bestehen.
Die Besetzung des Missionsgebietes durch die Westmächte war für die junge westafrikanische Kirche ein erster Schritt in die Selbstständigkeit. 1914 hatte sie etwa 11.000 Mitglieder, 14 Pastoren und 237 Religionslehrer.
Im Mai 1922 kamen einheimische Vertreter der Missionen in Kpalimé zu einer Synode zusammen. Die Teilnahme von Europäern war von der Kolonialregierung verboten worden. Die Versammlung erklärte den Zusammenschluss, die Selbstständigkeit und die Einheit der Gemeinden als die „Evangelische Ewe-Kirche“. Ihr Erster Leiter und Synodalsekretär wurde Pastor Robert Kwami.
Zwischen 1923 und 1939 konnte die Norddeutsche Missionsgesellschaft wieder Mitarbeiter entsenden. Der vorherige »Einbahn-Verkehr« von Deutschland nach Westafrika wich nach und nach einer geschwisterlichen Partnerschaft. Die 150 Vorträge des afrikanischen Synodalsekretärs Robert Kwami in 82 Orten in Norddeutschland waren kurz vor der Machtergreifung Hitlers von einer rassistischen Hetzkampagne der Nationalsozialisten in Oldenburg begleitet. Die sogenannte Kwami-Affäre sorgte nicht nur in Deutschland für Aufsehen, auch niederländische und englische Tageszeitungen berichteten über dieses Präludium des Kirchenkampfes.
Nach der Unabhängigkeit Togos und Ghanas von den Kolonialmächten baten die dortigen Kirchen die Norddeutsche Mission um Hilfe. 1961 wurden Mitarbeiter, die aber nicht als Missionare auftraten, nach Togo und Ghana entsandt. 1980 schlossen sich die vier deutschen Kirchen, die im Abschnitt „Mitglieder“ aufgeführt sind, zu einem gemeinsamen Missionswerk zusammen. 2001 wurden in einer neuen Satzung die aus der Missionsarbeit entstandenen Eglise évangélique presbytérienne du Togo und der Evangelical Presbyterian Church Ghana als gleichberechtigte Partner in die Norddeutsche Mission aufgenommen.

## Christliche Mission und die Entwicklung der Ewe-Sprache zur Schriftsprache

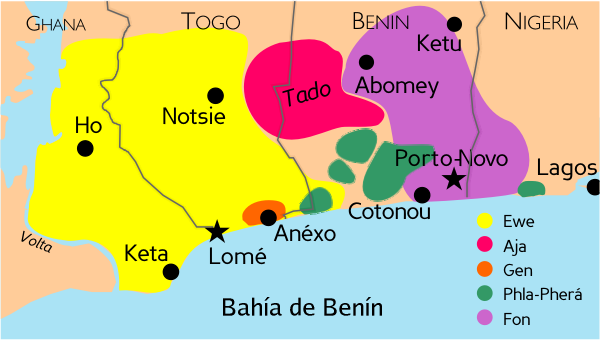
Der gelbe Bereich ist das ursprüngliche Verbreitungsgebiet der Ewe-Sprache

Als die Missionare der Norddeutschen Mission in Afrika eintrafen, gab es dort mehrere Dialekte der hochentwickelten Ewe-Sprache, die nur als gesprochene, nicht als Schriftsprache existierte. Die Missionare lernten die Sprache und entwickelten dazu eine Schrift aus lateinischen Buchstaben mit hinzugefügten Lautzeichen. Die Missionare erarbeiteten Bibelübersetzungen, Katechismus, Lieder- und Schulbücher in der neuen Schriftsprache. Die vier Evangelien wurden vom Missionar J. Bernhard Schlegel (1827–1859) übersetzt und 1861 in Druck gegeben. Es folgten die Apostelgeschichte und die Briefe des Paulus, Petrus, Jakobus und Judas, die von den Missionaren Weyhe und Merz übersetzt wurden. Schlegel hatte sich dazu entschlossen, für die Schaffung der Schriftsprache den Anglodialekt auszuwählen, der vor allem im westlichen Teil des Sprachgebiets an der Küste gesprochen wird. 1856/57 gab er einen „Schlüssel zur Ewe-Sprache“ heraus. Das gesamte Neue Testament lag 1877 in der Übersetzung des Missionars Merz vor. Die Missionare Jakob Spieth und Gottlob Däuble bearbeiteten die vorliegenden Übersetzungen und brachten eine zweite Auflage der Evangelien, der Apostelgeschichte und der Briefe heraus. Vom Alten Testament wurde 1870 das Erste Buch Mose, die Genesis, in Ewe gedruckt, Es folgten die Psalmen, dann das Buch Josua, das Buch der Richter und das Buch Rut, schließlich das Buch Samuel, das zweite Buch Mose, das Buch der Könige, die Propheten Jesaja und Jeremia. Johannes Knüsli verfasste 1887–88 in Europa ein Ewe-Deutsch-Englisches Wörterbuch. Nach seinem Tode (am 23. Mai 1891) brachte seine Witwe Anna Knüsli 1891 das „lithografische“ Wörterbuch Ewe-Deutsch-Englisch heraus. Im Jahre 1913 lag eine Gesamtausgabe der Bibel vor. Die endgültige Gestaltung der Schrift erfolgte durch Diedrich Hermann Westermann, der um die Jahrhundertwende im Dienste der Mission ein umfassendes Wörterbuch mit über 15.000 Wörtern erarbeitete, das zuerst 1905 erschien, und 1907 eine abschließende Grammatik des Ewe fertigstellte. Westermann war 1907 krankheitsbedingt aus Afrika zurückgekehrt und aus dem Dienst als Missionar ausgeschieden, blieb der Norddeutschen Mission aber als Ehrenmitglied erhalten.

## Mitglieder
Die Norddeutsche Mission ist eine Mission von sechs Partnerkirchen, die gleichberechtigt in der Mission mitarbeiten. Die Partnerkirchen sind in Deutschland die Bremische Evangelische Kirche, die Evangelisch-Lutherische Kirche in Oldenburg, die Evangelisch-reformierte Kirche (Landeskirche) sowie die Lippische Landeskirche, in Afrika die Église Evangélique Presbytérienne du Togo und die Evangelical Presbyterian Church Ghana.

## Aufgaben
„Die Verkündigung des Heils in Christus zur Rettung verlorener Seelen“ – so wurde die Aufgabe der Norddeutschen Mission viele Jahre lang ausschließlich verstanden. Nach der politischen Unabhängigkeit Togos hat die Kirche dort einen eigenen missionarischen Ansatz entwickelt: „'Das ganze Evangelium für den ganzen Menschen“. Das Heil in Christus besteht darin, dass Gott die ganze Welt, in der wir leben, neu machen will. Nach 1. Mose 2,7 blies Gott dem Menschen „Lebensatem“, eine Seele ein. Unter „Seele“ versteht die Norddeutsche Mission den ganzen Menschen und richtet ihre Arbeit auf ihn aus. Viele Entwicklungshilfeprojekte sollen den Menschen ein menschengerechtes Leben ermöglichen. Dabei steht der Übertritt von der alten „heidnischen“ Religion zum Christentum nicht mehr im Vordergrund. Das Ziel ist vielmehr die Verwirklichung des Wortes Gottes in den verschiedenen Lebensbereichen der Menschen. Die evangelische Mission soll im Alltag der Menschen konkret werden, sie sollen in einer geschützten Umwelt in Frieden und Gerechtigkeit zusammenleben können.

## Zeugnis und Evangelium
Jährlich an Trinitatis lädt die Norddeutsche Mission in ihren Partnerkirchen zu einem Partnerschaftsgottesdienst ein. Eine 300-seitige viersprachige Kinderbibel in den Sprachen Ewe, Deutsch, Englisch und Französisch wurde mit Mädchen- und Jungengruppen aus Afrika und Europa gemeinsam erarbeitet und illustriert.

## Bibelübersetzung
Frühe Bibelübersetzer der Missionsgesellschaft waren Johann Bernhard Schlegel und Andreas Jakob Spieth.

## Interkulturelles Lernen, Entwicklung

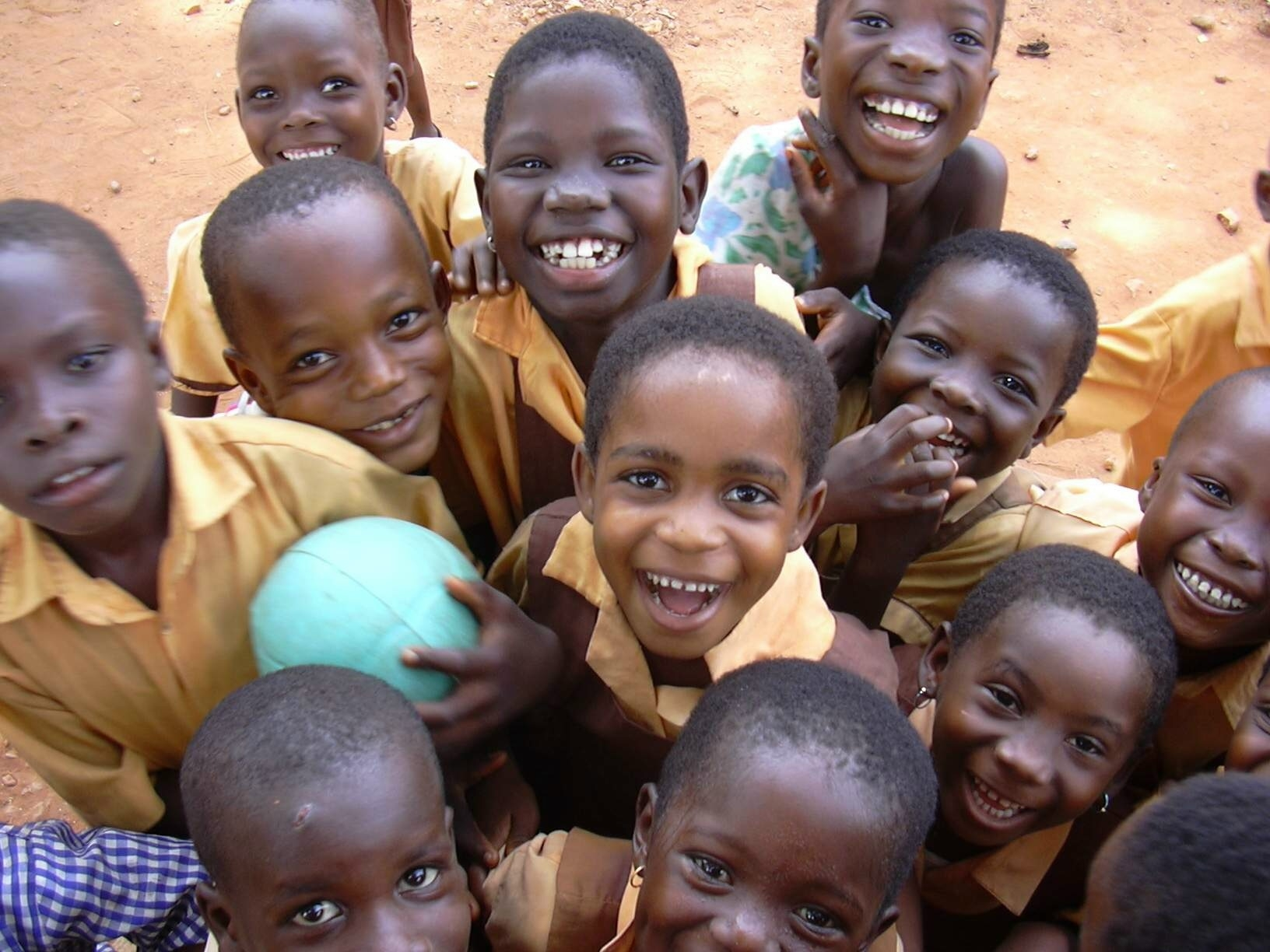
Fröhliche Kinder vor einer Grundschule in Ghana

Die Mitgliederkirchen der Norddeutschen Mission in den beiden afrikanischen Ländern betreiben über 600 eigene Grund- und Mittelschulen, mehrere Gymnasien (Mawuko, Saboda, Tatale, Hohoe, Badou, Lome-Agbalépédogan, Tado) und Lehrerausbildungsstätten (Amedzofe und Bimbilla). Die deutschen Mitgliedskirchen leisten Hilfe bei der Einrichtung und beim Betrieb der Ausbildungsstätten. Häufig werden Stipendien vergeben. Auch die Musikausbildung gehört zu den Schwerpunkten.
Die afrikanischen Partnerkirchen unterhalten, teilweise zusammen mit anderen Kirchen, Ausbildungsstätten für Pastoren und Katechisten in Porto Novo, Atakpamé, Peki und Accra.
Berufsausbildung: Die Kirchen organisieren auch die handwerkliche Ausbildung Jugendlicher in Schneiderei, Sekretariat, Hauswirtschaft, Schneiderei, Schreinerei, Bauhandwerk, Elektroinstallation und im Umgang mit Computern.

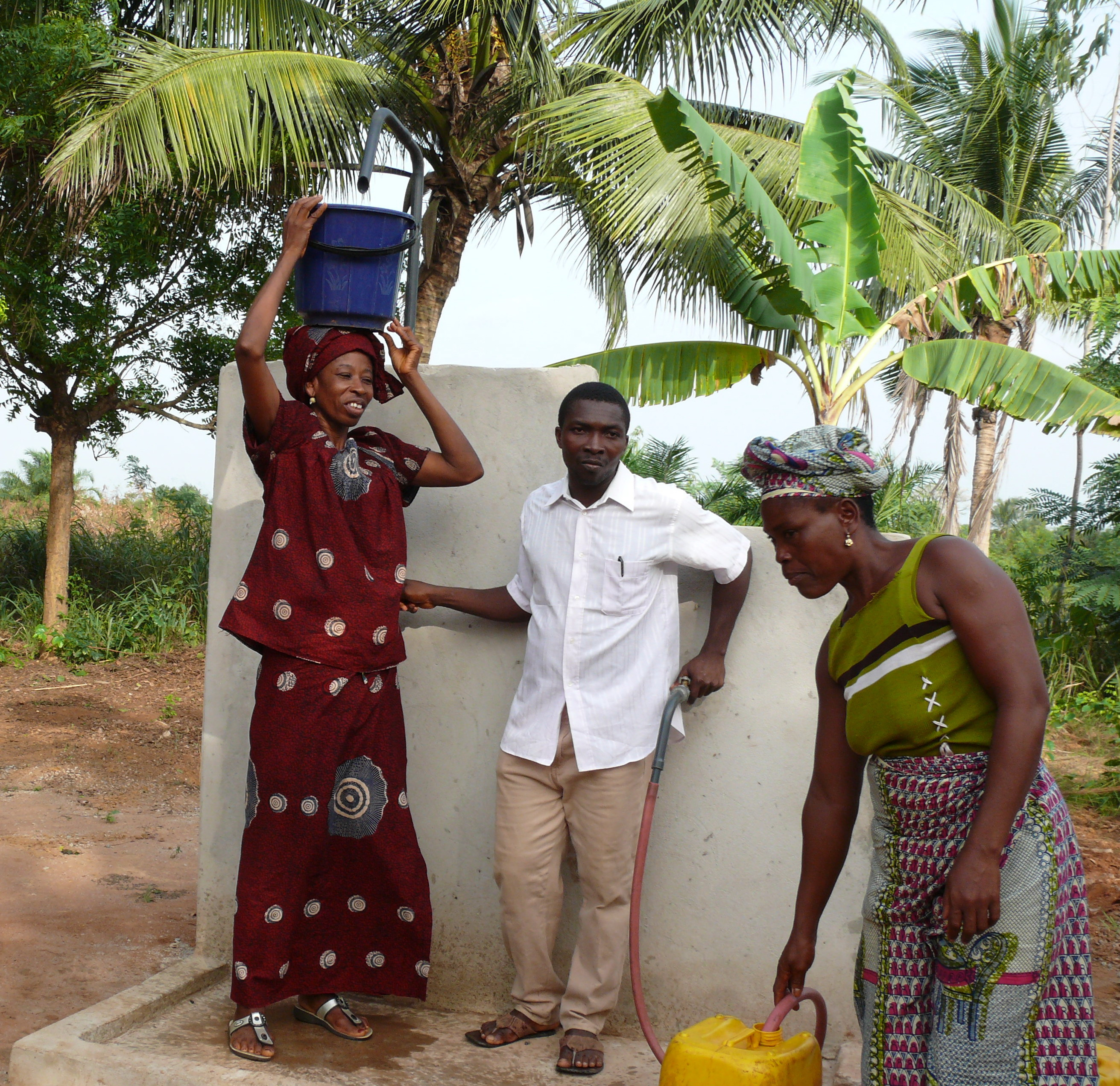
Der Bau eines Brunnens bei Kpalimé in Togo

Ernährungsberatung, neue Anbaumethoden. Ländliche Entwicklungs- und Beratungszentren oder Modellfarmen gibt es auch in Chereponi, Yendi, New Ayoma, Ho, Dambai, und Moyen Mono. Kleintierhaltung und neue Produkte werden propagiert. Die Norddeutsche Mission fördert viele Entwicklungshilfeprojekte mit dem Schwerpunkt nachhaltige Landwirtschaft. Der Schutz des Regenwaldes, die Wiederaufforstung und die Bekämpfung von Buschfeuern gehören dazu. Ein wichtiges Thema: Wasser. Brunnen werden gebaut und mit Solarpumpen ausgestattet.
Frauenarbeit: Bibelkreise, Alphabetisierungskurse, Fortbildungszentren, bis zu Einkommen schaffenden Projekten wie Brotbäckerei oder Kunsthandwerk.

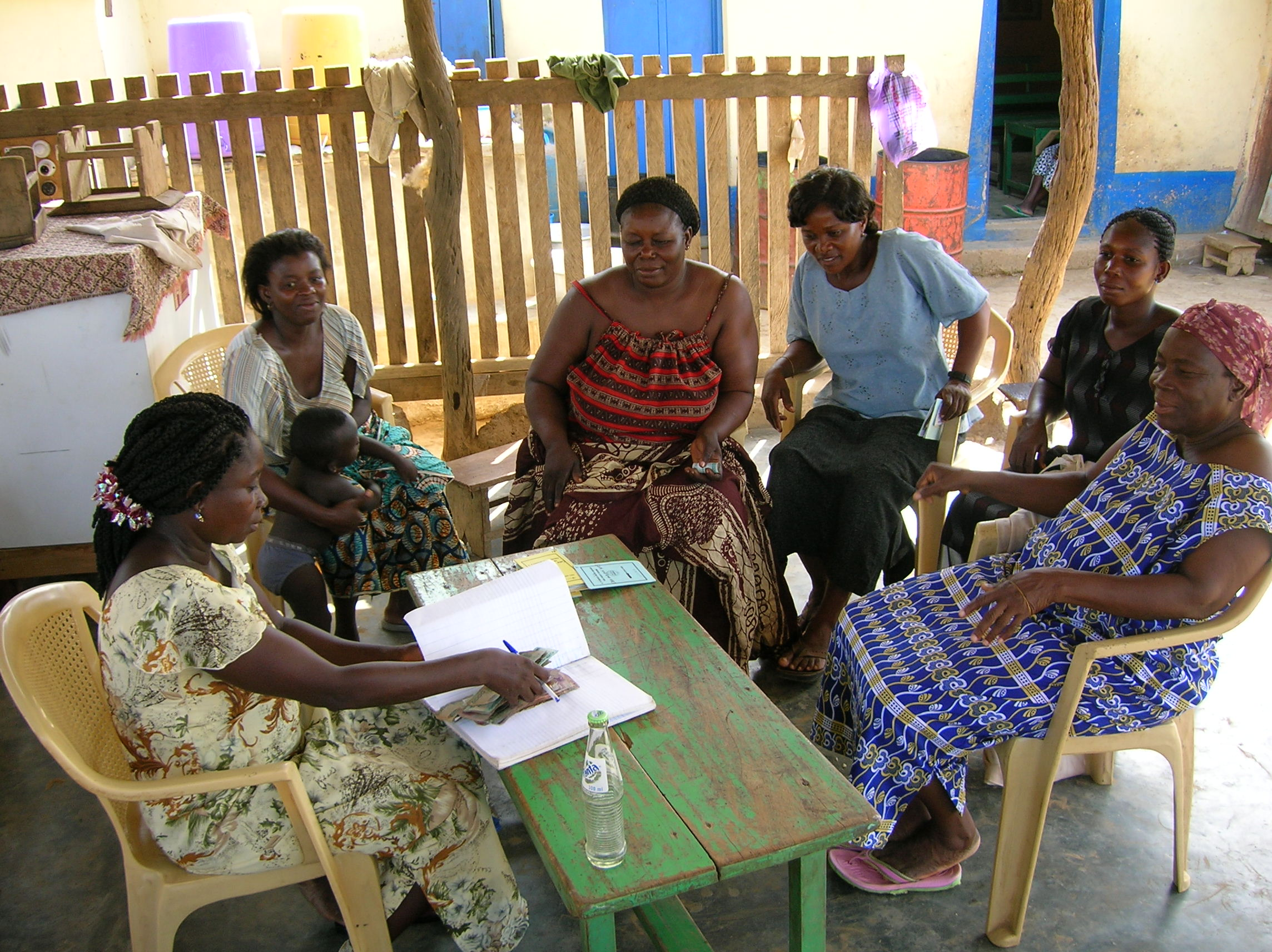
Frauen in Ghana bei der Verwaltung von Mikrokrediten.

Die Vergabe von Kleinkrediten wird von Frauen organisiert. Dadurch werden Kleingewerbe-Projekte wie Kunsthandwerk, Fischhandel, Getreidehandel, Friseursalon möglich. Dieses Projekt basiert auf ähnlichen Ideen wie die des Friedensnobelpreisträgers Muhammad Yunus. Gerade bei den Frauenprogrammen geht es oft um die Erzielung von zusätzlichen Einkommen.
Jugendarbeit: Selbsthilfeprojekte helfen den Jugendlichen, Beschäftigung zu finden.
Kinder: Eine Aufklärungskampagne kämpft gegen Kindersklaverei. Straßenkinder werden durch ein Beratungsprogramm wieder in ihre Familien integriert oder erhalten Unterstützung zum Besuch der Schule. Viele Kinder können nicht zur Schule gehen, da sie sich um die jüngeren Geschwister kümmern müssen, während ihre Eltern arbeiten. Deshalb haben die evangelischen Kirchen von Ghana und Togo in ihren Gemeinden qualifizierte Kindergärten und Vorschulen eingerichtet.
Ernährungssicherung: In Nordtogo arbeitet die Frauenabteilung der Evangelischen Kirche daran, Soja, Reis und Néré zur Erntezeit einzukaufen und später zu gemäßigten und fairen Preisen wieder zu verkaufen.
Demokratie und Menschenrechte: Dazu gehören freie Wahlen, eine pluralistische Demokratie, die Versöhnung verfeindeter politischer Gruppen, die Bekämpfung des Kinderhandels, Friedensarbeit im weitesten Sinne.
Friedensarbeit: Seminare für gewaltfreie Konfliktlösung werden veranstaltet. Ein Büro in Lomé arbeitet daran, den illegalen Waffenbesitz zu bekämpfen.
Zur Erreichung der Ziele werden Projekte durchgeführt.

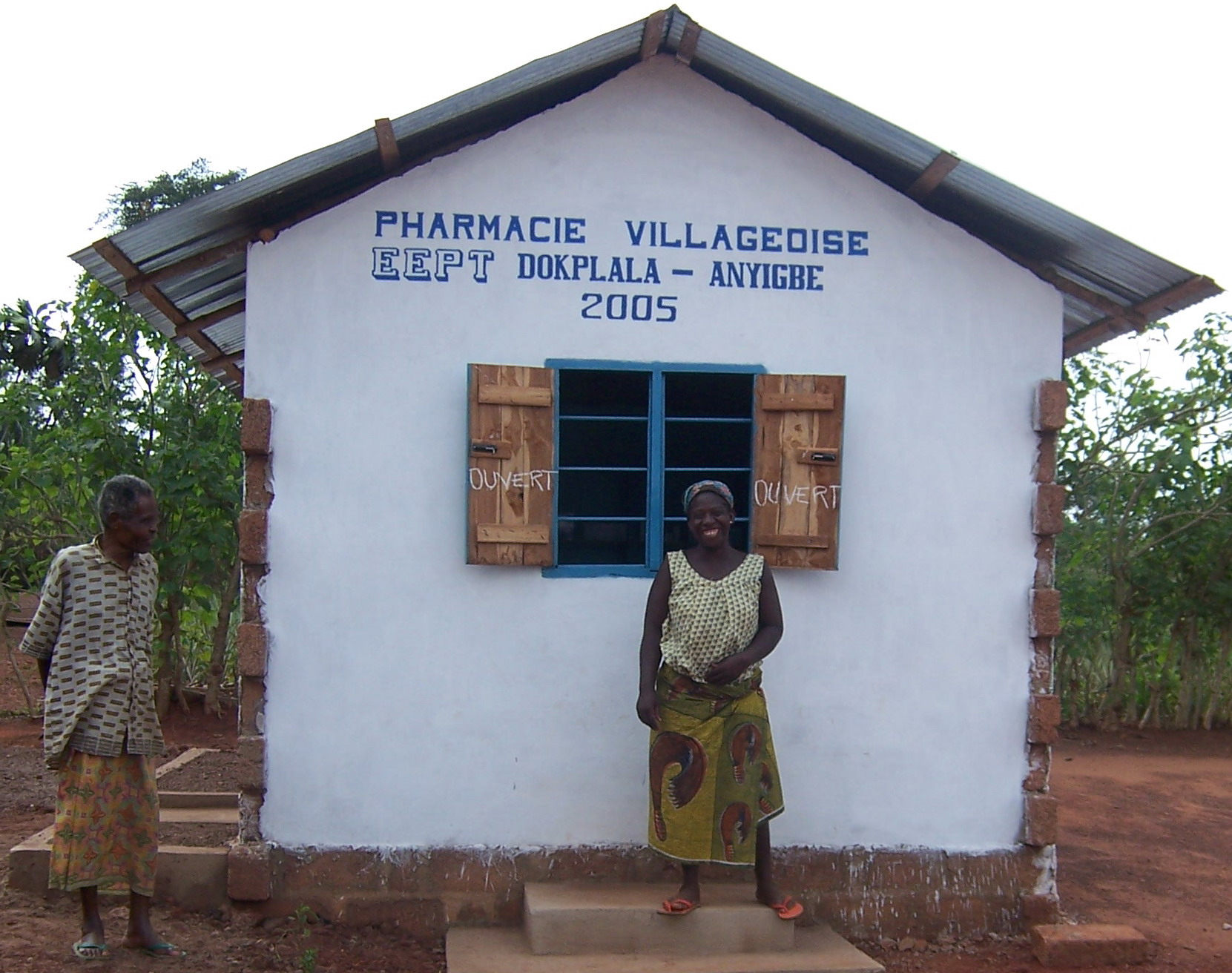
Die Gemeinde in Dokplala ergriff die Initiative zum Bau dieser Apotheke.

## Diakonie
Die sechs Kirchen arbeiten bei der Förderung von Hilfseinrichtungen eng zusammen und fördern die bereits vorhandenen Projekte, wobei auch immer wieder neue Einrichtungen entstehen. Häufig ist die Zielrichtung „Hilfe zur Selbsthilfe“ erkennbar, die Anschubfinanzierung soll den ärmeren Bevölkerungsschichten helfen, sich eigene Verdienstmöglichkeiten zu verschaffen. Besonders Jugendliche, Frauen und ältere Menschen stehen im Mittelpunkt der diakonischen Arbeit.
Kurative Medizin: Die Église Evangélique Presbytérienne du Togo und die Evangelical Presbyterian Church Ghana unterhalten zahlreiche Gesundheitsstationen, Krankenhäuser, Apotheken. Wichtiges Prinzip der Gesundheitsarbeit ist die Vorbeugung gegen Krankheiten. Dazu gehören die Beratung und regelmäßige Untersuchungen der Kinder in den Dörfern, auch Familienplanung, AIDS-Aufklärungsprogramme und die Unterstützung von AIDS-Waisen und HIV-Infizierten. Impfungen gegen Tetanus, Polio und Masern organisiert. Sozialarbeit: Die Evangelical Presbyterian Church Ghana betreibt ein Zentrum für Lebens- und Familienberatung. Um ethnischen Konflikten vorzubeugen, engagiert sich die Kirche in der Friedensarbeit. Die Gefängnis-Seelsorge unterstützt Gefangene in Ho / Ghana.

## Schriften (Auswahl)
- Hannes Menke, Antje Wodtke: Zeitgemäß: Das ist unsere Mission. 175 Jahre Norddeutsche Mission 1836 - 2011, Hrsg.: Norddeutsche Mission, Bremen: Edition Temmen, 2011, ISBN  	978-3-8378-4030-8; Inhaltsverzeichnis